# Оларево (деревня)
Оларево — деревня в Сокольском районе Вологодской области.
Входит в состав Пригородного сельского поселения, с точки зрения административно-территориального деления — в Пригородный сельсовет.
Расстояние по автодороге до районного центра Сокола — 26 км, до центра муниципального образования Литеги — 11 км. Ближайшие населённые пункты — Волково, Исаево, Старково.
По переписи 2002 года население — 226 человек (105 мужчин, 121 женщина). Преобладающая национальность — русские (95 %).

## История
Первое упоминание в письменных источниках относится к 1543 году. В XVI веке относилась к владениям Спасо-Прилуцкого монастыря. В 1618 году упоминается как Оларева слобода, имелась церковь Николая Чудотворца. Во второй половине XVII века являлось главным селением Оларевской волости. В 1773 году построена ныне существующая каменная Николаевская церковь, расположенная на Оларевском Николаевском погосте в нескольких километрах от деревни.